# حزيمة بنت ناصر
الملكة حزيمة بنت ناصر (1884م - 1935م)، زوجة الملك فيصل أول ملوك المملكة العراقية وإبنه عمه، ملكة سوريا (مارس 1920م - يوليو 1920م) وملكة العراق (1921 -1933) والملكة الام في المملكة العراقية الهاشمية (1933م-1935م).

## حياتها
ولدت في مكة عام 1884م، بعد انتهاء الحرب العالمية الأولى نودي بزوجها الأمير فيصل ملكا على سوريا في 28 مارس 1920، وتبعا لذلك أصبحت الأميرة حزيمة ملكة سوريا، وانتقلت مع أولادها للإقامة في القصر الملكي في دمشق. بعد أربعة أشهر وفي 24 تموز 1920م انتهى حكم الملك فيصل على سوريا بعد خسارة الأخيرة في الحرب الفرنسية السورية، وعلى هذا الأساس فقد الملك وزوجته القابهما الملكية واحتفظا بلقب الأمير والأميرة.
في عام 1921م، وبعد ثورة العشرين في العراق اختار العراقيون الأمير فيصل بن الحسين ملكا على بلادهم. وتوج في العاصمة بغداد في 23 أغسطس 1921 باسم جلالة الملك فيصل الأول ملك المملكة العراقية الهاشمية، وليعود لقب الملكة إلى الأميرة حزيمة، فأصبحت ملكة العراق، وانتقل الملك وعائلته للإقامة بالقصر الملكي في العاصمة بغداد.
في 8 سبتمبر 1933م توفي زوجها الملك فيصل الاول، وخلفه ابنه الملك غازي الاول. ففقدت الملكة حزيمة لقب ملكة العراق، وأصبح لقبها (الملكة الأم) للعراق، واحتفظت بهذا اللقب حتى وفاتها.

## وفاتها
توفيت في بغداد في 27 مارس 1935م ودفنت بجوار زوجها الملك فيصل الأول في المقبرة الملكية في الأعظمية.

## حياتها الخاصة
والدها هو الشريف ناصر بن علي باشا شقيق الشريف الحسين بن علي، أما شقيقتها فهي مصباح بنت ناصر زوجة الملك عبد الله الأول بن الحسين.
في عام 1904م تزوجت من الأمير فيصل (الملك فيصل الأول لاحقًا) نجل الشريف الحسين بن علي في إسطنبول وأنجبت له:
- عزة (1906-1936).
- راجحة (1907-1959).
- رئيفة (1910-1934).
- غازي (1912-1939) ولي العهد وثاني ملوك مملكة العراق.
- محمد (1930-2018)[2]، تزوج من الشريفة فاطمة الهاشمي وأنجب منها: عادل، عدنان، أحمد، نسرين.[3]